# Charles Bertin (avocat)
Pour les articles homonymes, voir Charles Bertin et Bertin.
Charles Louis Auguste Bertin, dit Charles Bertin, né le 19 avril 1858 à Douai et mort à Douai le 31 juillet 1936, était un avocat, maire de Douai de 1896 à 1919.

## Biographie
Fils d’un ingénieur des Ponts et Chaussées, Charles Bertin, avocat à la Cour, semble avoir peu plaidé. Il indique en 1902 pour l’obtention de la Légion d'honneur ses seuls mandats électifs et sa situation d’officier d’artillerie de réserve. 
Conseiller municipal en 1888 alors que son oncle Charles Mention, républicain convaincu, prend la tête de la municipalité, il est premier adjoint délégué aux travaux en 1892 quand Olivier Giroud devient maire, élection qui, prenant en compte l’évolution sociologique de Douai, signale la victoire des Républicains sur la Droite locale. 
En 1896, à la mort de Giroud, Charles Bertin, devient maire à 38 ans. D’opinion très modérée, il réussit à unir les diverses factions républicaines de la ville, supplanter les conservateurs et surtout tenir à distance les socialistes dont l’audience électorale, notamment à la périphérie de la ville (Dorignies, Frais-Marais), deviendra au fil des ans de plus en plus importante. 
Il conserve la mairie jusqu’en 1919, au prix de louvoiements compliqués mais qui s’avéreront toujours victorieux alors même que la politique gouvernementale – ainsi l’expulsion des congrégations enseignantes en 1904 et la séparation de l’église et de l’État en 1905 – sera parfois très difficile à gérer dans cette ville puissamment catholique.
Sans doute parce qu’il était familier des sujets techniques et urbanistiques, le bilan de Bertin à la direction de la ville durant ses vingt premières années de mandat est impressionnant. À l'exemple de son prédécesseur Jules Maurice, lui reviennent en effet de très nombreux projets qui ont structuré la ville jusqu’à aujourd’hui, ainsi entre autres les deux parcs publics douaisiens, le premier de la porte de Valenciennes (qui sera baptisé plus tard en son honneur) et le second de la Tour des Dames, le cirque municipal (futur hippodrome), le collège de jeunes filles (futur lycée Corot) et enfin l’école des Beaux-Arts (qui a gardé son nom).
Occupée par les troupes allemandes au début d’octobre 1914, Douai subit durant quatre ans une présence militaire aussi sévère que tatillonne. Sous cette tutelle étrangère, Bertin représente l’autorité française. Il tente ainsi avec le soutien du comité hispano-américain de subvenir aux besoins alimentaires d’une population au bord de la famine et organise l’émission de billets communaux pour pallier la pénurie de petite monnaie essentielle aux échanges quotidiens. 
Soucieux d’installer un « modus vivendi » avec les occupants, il sera beaucoup reproché à Charles Bertin de ne pas s’être opposé plus vigoureusement aux demandes des troupes allemandes. Avec des otages pris parmi la population pour être emprisonnés dans des camps en Allemagne et en Lituanie, de tracasseries de toutes natures, les douaisiens furent aussi contraints d’héberger les troupes voire de travailler pour elles. Il est vrai que s’il s’est publiquement indigné des pratiques les plus dures des Allemands, il n’a jamais organisé une résistance administrative quotidienne contre eux à l’inverse de la population douaisienne dont l’hostilité aux « Boches » a été, en dépit des risques, aussi générale que publique.
Charles Bertin ne s’est pas représenté aux élections municipales de 1919.